# Sikyon

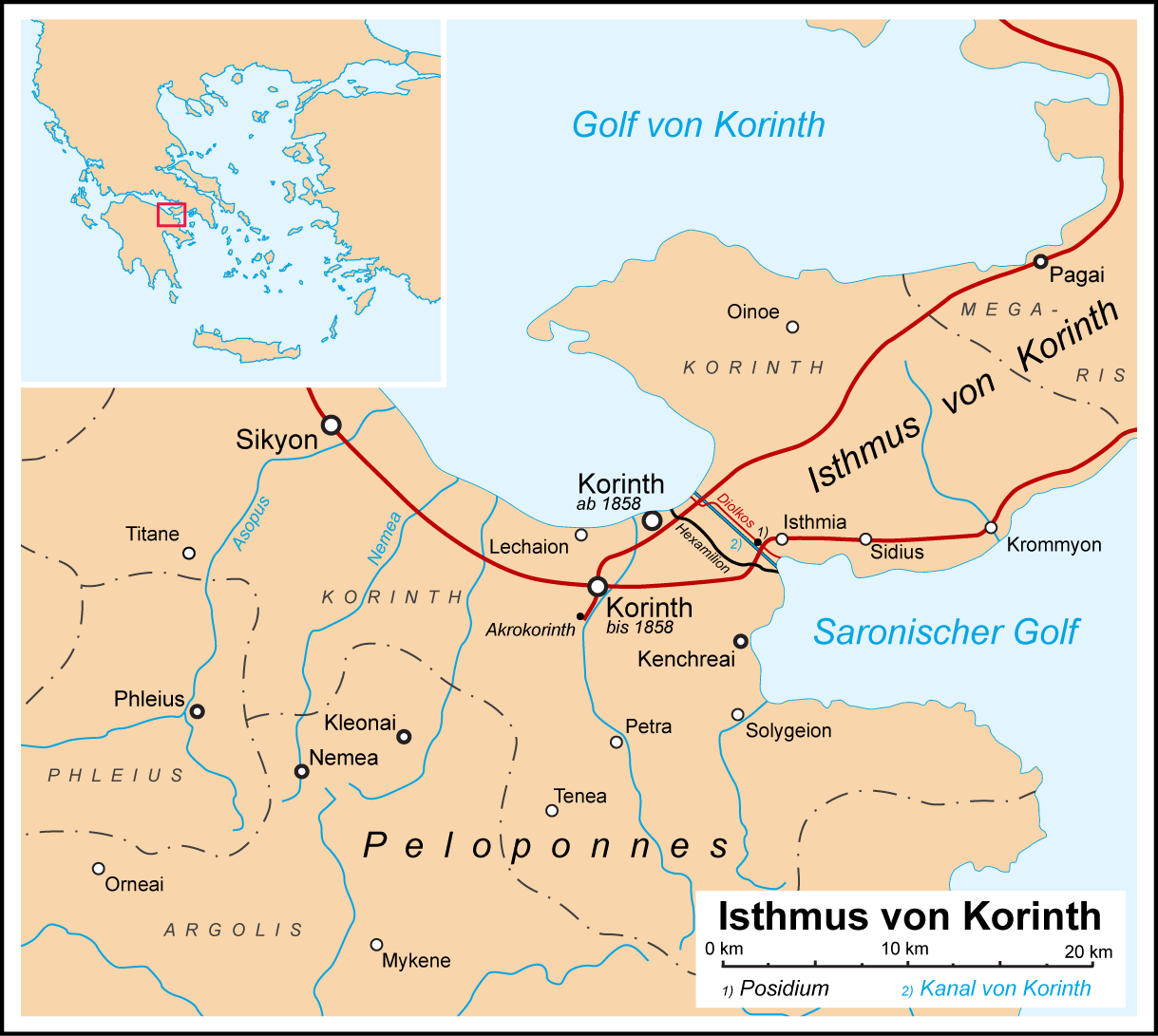
Sikyon, Griekenland, nabij Korinthe

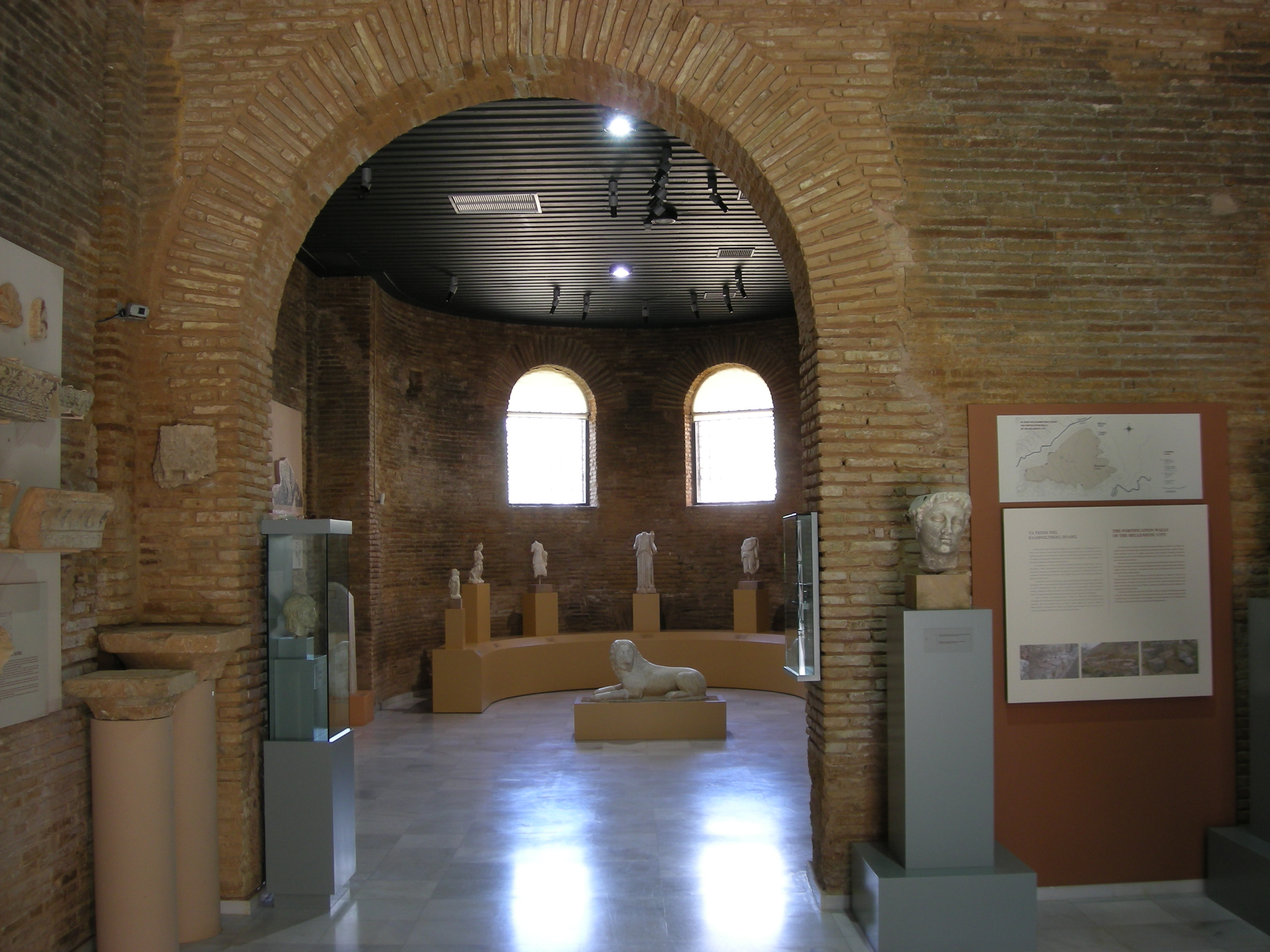
Sikyon museum

Sikyon (Grieks: Σικυών) was een Oudgriekse stadstaat, gelegen in het noorden van de Peloponnesos, tussen Korinthe en Achaia.
Ze was gebouwd op een laag, driehoekig, plateau ongeveer 3,5 kilometer van de Golf van Korinthe. Tussen de stad en haar haven lag een vruchtbaar laagland met olijf- en boomgaarden. Na de Dorische invasie was de gemeenschap verdeeld in de drie normale Dorische stammen en een stam van Ioniërs met gelijke rechten, waarnaast een klasse van lijfeigenen leefden en werkten op het land.
Gedurende enkele eeuwen bleef Sikyon onderworpen aan Argos, waar de Dorische veroveraars vandaan waren gekomen; tot aan het einde van de 6e eeuw v.Chr. aanvaardde het een zekere overheersing. Haar feitelijke onafhankelijkheid werd echter vastgelegd in de 7e eeuw v.Chr. toen een familielijn van tirannen opkwam en een anti-Dorisch beleid hanteerde. De belangrijkste van deze heersers was de kleinzoon van de stichter Kleisthenes, de oom van de Atheense wetgever Kleisthenes. Behalve hervormingen van de wetten van de stad in het voordeel van de Ioniërs en het vervangen van de Dorische cultus van verering van Dionysos, werd Kleisthenes beroemd als de hoofdinstigator van en generaal in de Eerste Heilige Oorlog (590 v.Chr.) ten gunste van de Delphiërs.
Rond deze tijd ontwikkelde Sikyon verschillende bedrijvigheden waar het bekend om werd in de oudheid. Als verblijfplaats van de beeldhouwers Diopoinos en Skyllis behaalde het superioriteit in houtsnijwerk en bronsbewerking zoals heden ten dage nog zichtbaar is in de archaïsche metalen bekledingen gevonden in Olympia. Het aardewerk, veel lijkend op Korinthisch keramiek, werd geëxporteerd naar plekken zover als Etrurië. In Sikyon werd ook, naar verondersteld wordt, de schilderkunst uitgevonden. Na de val van de tirannen bleven hun instituties voortbestaan tot het einde van de 6e eeuw v.Chr., toen de Dorische suprematie werd hersteld, wellicht door toedoen van Sparta, en de stad werd opgenomen in de Peloponnesische Bond. Sindsdien werd het beleid gewoonlijk bepaald vanuit ofwel Sparta ofwel Korinthe.
In de straat der sandalenmakers woonden de Griekse schoenmakers bij elkaar. Aan de ingang stond het beeld van hun schutspatroon Apollo, de god van de kunst, "omdat schoenen maken eigenlijk meer een kunst dan een ambacht was". Niemand sprak dat tegen en men dacht dan aan de voortbrengselen op dit gebied uit Sikyon. De kunststukken van de schoenmakers uit Sikyon brachten de Atheense vrouwen in verrukking, de Spartaanse leiders tot wanhoop. Hoe kon men zijn idealen van soberheid en militarisme verwezenlijken, wanneer de Sikyonse schoenmakers de koene soldatenmoeders met hun sandalen kwamen verleiden tot ijdele dromen? Schoeisel uit Sikyon werd ronduit verboden in Sparta, het enige wat men ertegen wist te doen.
In de 5e eeuw v.Chr. leed Sikyon, net als Korinthe, veel onder de commerciële rivaliteit met Athene in de westelijke zeeën, en ze werden herhaaldelijk geteisterd door aanvallen van Atheense eskaders. In de Peloponnesische Oorlog volgde Sikyon het leiderschap van Sparta en Korinthe. Toen deze twee machten onenigheid hadden over de Vrede van Nicias bleef het loyaal aan de Spartanen. Wederom koos Sikyon in de Korinthische Oorlog de zijde van Sparta en werd de uitvalsbasis tegen de geallieerde troepen van Korinthe. In 369 v.Chr. werd zij veroverd en in garnizoen gelegd door de troepen uit Thebe in hun succesvolle aanval op de Peloponessische Bond. Gedurende deze periode behaalde Sikyon haar hoogtepunt als een centrum van de kunsten: haar school van schilderkunst bereikte grote faam onder Eupompos en kon de lokte grote meesters als Pamfilos en Apelles als studenten naar zich toe. Haar beeldende kunst was verheven tot een hoogte die nauwelijks nog voorbij gestreefd kon worden in Griekenland door Lysippos en zijn pupillen.
De vernietiging van Korinthe (146 v.Chr.) bracht Sikyon een landaanwinst en de administratieve voogdij over de Isthmische Spelen; maar in Cicero's tijd was het vervallen in grote schulden. Onder het Romeinse rijk was het vrij onbekend bij de gerestaureerde steden van Korinthe en Patras. In Pausanias' tijd (150 n.Chr.) was het zo goed als uitgestorven. In Byzantijnse tijden werd het een bisschopszetel, en te beoordelen naar de latere naam Hellas, diende het als een toevluchtsoord voor Grieken van de Slavische immigratie van de 8e eeuw.
Het kleine dorp Vasiliko, van zo'n duizend inwoners, ligt nu op de archeologische vindplaats. De gemeente waarbinnen Vasiliko ligt, wordt Sikyona genoemd in herinnering aan de antieke stad.

## Bekende inwoners
- Kanachos (6e eeuw v.Chr.) beeldhouwer
- Aristokles (5e eeuw v.Chr.) beeldhouwer
- Lysippos (4e eeuw v.Chr.) beeldhouwer
- Aratos (3e eeuw v.Chr.) hoofd van de Achaeïsche Bond